# Delta Basket 92 Alessandria
La Delta Basket 92 Alessandria è stata una società cestistica femminile di Alessandria attiva fino al 2005.

## Storia della società
Nata nel 1992 per iniziativa dell'avvocato e presidente Claudio Del Nevo, la Delta scalò in pochi anni le categorie regionali e, successivamente, nazionali. Al termine della stagione 1998-99, come Ulka Alessandria, s'impose nel girone finale del campionato di Serie A2, superando la Vini Corvo Termini Imerese e facendo il suo approdo in massima serie.
L'abbinamento con il marchio Copra portò alla conquista di un posto nei play-off scudetto alla prima apparizione in Serie A1 nel 1999-00 e, l'anno successivo, all'approdo in Europa. Nel 2001-02 raggiunse il quarto posto in campionato, miglior prestazione in assoluto della sua storia; sempre in quel periodo si spinse fino ai quarti di finale di Eurocoppa. Nel 2004, all'uscita di scena del presidente Del Nevo, la gestione della società fu assunta dai fratelli Guido e Luigi Damato, ma le sorti della società si estinsero l'anno seguente, quando ad una fallimentare stagione conclusasi con la retrocessione in Serie A2 seguì la rinuncia della società a prendere parte al campionato successivo.

## Cronistoria
| Cronistoria della Delta Basket 92 Alessandria |
| --- |
| - 1992 · fondazione della Delta Basket 92 Alessandria. - 1992-1996 · - 1996-1997 · nel Girone A di Serie A2, 2ª nella Poule Salvezza 1. - 1997-1998 · 5ª nel Girone A di Serie A2, ammessa alla nuova Serie A2. - 1998-1999 · 1ª nel Girone A di Serie A2, 2ª nel Girone finale, promossa in Serie A1. - 1999-2000 · 10ª in Serie A1, ottavi di finale play-off. - 2000-2001 · 8ª in Serie A1, quarti di finale play-off. Primo turno di Coppa Italia. - 2001-2002 · 4ª in Serie A1, quarti di finale play-off. Primo turno di Coppa Italia. - 2002-2003 · 8ª in Serie A1, quarti di finale play-off. Quarti di finale di Coppa Italia. - 2003-2004 · 5ª nel Girone A di Serie A1, 1ª nel Gruppo C, 6ª nella Poule FIBA Cup. - 2004-2005 · 16ª in Serie A1, retrocessa in Serie A2, rinuncia all'iscrizione. |